# Ochai Agbaji
Ochai Young Agbaji (Milwaukee, Wisconsin; 20 de abril de 2000) es un jugador de baloncesto estadounidense que pertenece a la plantilla de los Toronto Raptors de la NBA. Mide 1,96 metros y juega en la posición de escolta. 

## Trayectoria deportiva

### High school
Agbaji nació en Milwaukee, Wisconsin, pero creció en Kansas City, Misuri. Creció jugando al fútbol, animado por su padre, jugando fútbol de club y baloncesto de la Amateur Athletic Union (AAU) desde una edad temprana. Dejó de jugar fútbol en su segundo año en Oak Park High School en Kansas City, Missouri, para concentrarse en el baloncesto. Creció 23 centímetros entre su primer y tercer año. En su carrera de baloncesto en Oak Park, no recibió ofertas de ningún programa universitario de las principales conferencias del país hasta su último año. En su temporada sénior promedió 27,6 puntos y 8,6 rebotes por partido, y fue nombrado jugador del año del área metropolitana por el periódico The Kansas City Star.

### Universidad
Jugó cuatro temporadas con los Jayhawks de la Universidad de Kansas, en las que promedió 13,5 puntos, 4,4 rebotes, 1,6 asistencias y 1,0 robos de balón por partido. Al término de su carta temporada fue elegido Jugador del Año de la Big 12 Conference e incluido en el primer equipo consensuado All-American. Kansas ganó el Torneo de la NCAA de 2022, anotó 12 puntos en el partido por el título y fue nombrado Mejor Jugador del Torneo.
El 24 de abril, Agbaji declaró elegible para el draft de la NBA de 2022.

#### Estadísticas
| Año     | Equipo | PJ  | PT  | MPP  | %TC  | %3P  | %TL  | RPP | APP | ROB | TPP | PPP  |
| ------- | ------ | --- | --- | ---- | ---- | ---- | ---- | --- | --- | --- | --- | ---- |
| 2018–19 | Kansas | 22  | 16  | 25.9 | .449 | .307 | .694 | 4.6 | 0.9 | .5  | .5  | 8.5  |
| 2019–20 | Kansas | 31  | 31  | 33.3 | .428 | .338 | .673 | 4.2 | 2.0 | 1.2 | .3  | 10.0 |
| 2020–21 | Kansas | 30  | 30  | 33.7 | .420 | .377 | .689 | 3.7 | 1.9 | 1.1 | .5  | 14.1 |
| 2021–22 | Kansas | 39  | 39  | 35.1 | .475 | .409 | .743 | 5.1 | 1.6 | 0.9 | .6  | 18.8 |
| Total   | Total  | 122 | 116 | 31.9 | .443 | .357 | .699 | 4.4 | 1.6 | 0.9 | .4  | 12.8 |

### Profesional
Fue elegido en la decimocuarta posición del Draft de la NBA de 2022 por los Cleveland Cavaliers. Pero el 1 de septiembre de 2022 es traspasado a Utah Jazz, junto a Collin Sexton y Lauri Markkanen a cambio de Donovan Mitchell.
Tras temporada y media en Utah, el 8 de febrero de 2024 es traspasado a Toronto Raptors, junto a Kelly Olynyk, a cambio de Otto Porter y Kira Lewis.

## Estadísticas de su carrera en la NBA

### Temporada regular
| Año     | Equipo  | PJ  | PT | MPP  | %TC  | %3P  | %TL  | RPP | APP | ROB | TPP | PPP  |
| ------- | ------- | --- | -- | ---- | ---- | ---- | ---- | --- | --- | --- | --- | ---- |
| 2022-23 | Utah    | 59  | 22 | 20.5 | .427 | .355 | .812 | 2.1 | 1.1 | .3  | .3  | 7.9  |
| 2023-24 | Utah    | 51  | 10 | 19.7 | .426 | .331 | .750 | 2.5 | .9  | .5  | .6  | 5.4  |
| 2023-24 | Toronto | 27  | 18 | 23.6 | .391 | .217 | .611 | 3.3 | 1.3 | .7  | .6  | 6.7  |
| 2024-25 | Toronto | 64  | 45 | 27.2 | .498 | .399 | .708 | 3.8 | 1.5 | .9  | .5  | 10.4 |
| Total   | Total   | 201 | 95 | 22.8 | .450 | .353 | .734 | 2.9 | 1.2 | .6  | .4  | 7.9  |